# 素人AV女優
『素人AV女優』（しろうとエーブイじょゆう、SHIROTO ADULT VIDEO ACTRESS）は、川本貴裕による日本の漫画。『ヤングアニマル嵐』（白泉社）で、2008年12号、2009年4号、6号、8号、10号とシリーズ読切として掲載されたのち、2010年3号から2016年6号まで連載された。

## 概要
タイトル通り、素人もののAVに出演する女性たちの物語を、1話完結のオムニバス形式で描いたエロティック・コメディ漫画。様々な女性たちがそれぞれの理由でAVに出演する様子を明るく、楽しく、そして時には多少のブラックユーモアも交えて描いている。
「第1部（無印）」「人妻編」「職業編」「現役女子大生編」「OL編」「青春編」「プレステージ編」「プレステージ編 エスカレート」といった風にシリーズが分かれており、単行本もシリーズごとに1冊ずつ発売されている。なお、「OL編」のみ舞台が出版社「白泉館出版」に固定されており、またこのシリーズのみの登場人物が出て来るなど他とは異なった構成となっている。また、「プレステージ編」「プレステージ編 エスカレート」はプレステージに所属する実在のAV女優の素人時代の物語を描いたノンフィクション的ストーリーとなっている。

## 登場人物
オムニバス形式であるため、ここではレギュラーキャラクターのみを記載する。
AV事務所社長
主に素人もののAVを制作しているAV事務所の社長にして、本作の狂言回し。本名は不明。眼鏡をかけた青年男性。営業力はかなりのもので、巧みな話術で様々な女性をAVにスカウトしていく。
元々は映画監督を志向しており、高校生時代から自主制作映画を作り続けていたほか、大学生時代は映画研究会に所属しており、周囲から「監督」というあだ名で呼ばれていた。ある時、自主制作映画を作って学生映画コンクールに出展したところ、激しい性描写を伴う作品だったため審査員から酷評された。しかし、一部の間で話題を呼び、そしてDVD化したところ、飛ぶように売れ、これをきっかけに「エロは金になる」と考えた事から現在の事務所を設立するに至った。
「OL編」では直接は登場せず、いとこである鈴木がストーリー上での彼の役割を担うこととなる。また、「プレステージ編」では実話がベースとなっているため登場はしないものの、プレステージの社員は「代役」という形で彼の姿で描かれている。
伊勢丸（いせまる）
AV事務所に住み着いている猫で、本作の語り手。一人称は「オラ」。毎回主人公となる女性たちのAV出演を止めようとするが猫なので全く伝わらず、社長や事務所の社員からは「女の子が好き」という風に思われている。

### 「OL編」のみの登場人物
鈴木（すずき）
AV事務所社長のいとこ。「OL編」では彼がAV事務所社長のストーリー上での役割を担うこととなる。出版社「白泉館出版」に勤務する冴えない青年。ギャンブル好きで、それが原因でAV事務所社長から多額の借金を抱えており、その形に彼からAV女優のスカウトを命じられる。
シリーズ最終話ではAV女優スカウトの事が社長の千代田にバレてしまい、彼女の雑用係となる。
千代田 ルリコ（ちよだ ルリコ）
白泉館出版社長。24歳という若さにして社長に就任したキャリアウーマン。実は裏で「淡路ログ」という名前で漫画家として活動している。
シリーズ最終話で鈴木が社員をAVにスカウトしていることを知り、その後、撮影データと引き換えにAV事務所に金一封を送り付け、そして鈴木を雑用係としてこき使うこととなる。

## 単行本
- 川本貴裕 『素人AV女優』 白泉社〈ジェッツコミックス・ヤングアニマルコミックス[2]〉、全8巻
  1. 素人AV女優 2011年7月29日発売 ISBN 978-4-592-14841-8
  2. 素人AV女優 人妻編 2012年1月27日発売 ISBN 978-4-592-14842-5
  3. 素人AV女優 職業編 2012年9月28日発売 ISBN 978-4-592-14843-2
  4. 素人AV女優 現役女子大生編 2013年5月29日発売 ISBN 978-4-592-14844-9
  5. 素人AV女優 OL編 2014年2月28日発売 ISBN 978-4-592-14845-6
  6. 素人AV女優 青春編 2015年1月29日発売 ISBN 978-4-592-14846-3
  7. 素人AV女優 プレステージ編 2015年10月29日発売 ISBN 978-4-592-14847-0
  8. 素人AV女優 プレステージ編 エスカレート 2016年7月29日発売 ISBN 978-4-592-14848-7